# Скринька Окіто
Скринька Окіто — це циліндрична скринька розміром з монету, яка використовується для фокусів з використанням монет. Її винайшов Тобіас Бамберг, більш відомий під сценічним псевдонімом Окіто, який вперше виявив ефект, коли грався з коробкою для таблеток від нетравлення. По суті, одна або кілька монет, покладених у скриньку, ніби зникають, з’являються та проникають у скриньку. Це використовується для виконання таких трюків, як «Монета через коробку й руку», а також «Скринька Окіто, монета й носовичок», у яких підписана монета переноситься зі скриньки у вузол носової хустки. 

## Зовнішні посилання
- Приклад використання скриньки Окіто у фокусах